# Isola Pourquoi Pas
L'isola Pourquoi Pas è un'isola situata al largo della costa di Fallières, nella Terra di Graham, in Antartide. L'isola, che ha una lunghezza di circa 27 km e una larghezza che va dagli 8 ai 18 km, e che raggiunge i 1645 m s.l.m. in corrispondenza della vetta del monte Verne, nella parte sud-occidentale dell'isola, si trova in particolare tra il fiordo di Bigourdan e il fiordo di Bourgeois, subito a sud-ovest dell'isola Blaiklock, da cui la divide il canale chiamato The Narrows e a nord-ovest dell'isola Ridge e dell'isola Horseshoe. Sulle coste dell'isola Purquoi Pas sono presenti diverse baie e calette, come la baia di Dalgliesh, in cui si getta il ghiacciaio Moider, e la cala Nemo, in cui si getta l'omonimo ghiacciaio.

## Storia
L'isola Pourquoi Pas è stata scoperta durante la seconda spedizione francese in Antartide comandata da Jean-Baptiste Charcot, svoltasi dal 1908 al 1911, tuttavia è stata cartografata solo durante la spedizione britannica nella Terra di Graham, condotta dal 1934 al 1937 al comando di John Riddoch Rymill, il quale la battezzò con il suo attuale nome in onore della nave usata durante la sopraccitata spedizione di Charcot, il Pourquoi Pas? IV.